# Palazzo Vitelli in Piazza
Der Palazzo Vitelli in Piazza ist ein Palast in Città di Castello in der Provinz Perugia in Umbrien (Italien), der in den ersten Jahrzehnten des 16. Jahrhunderts erbaut wurde.

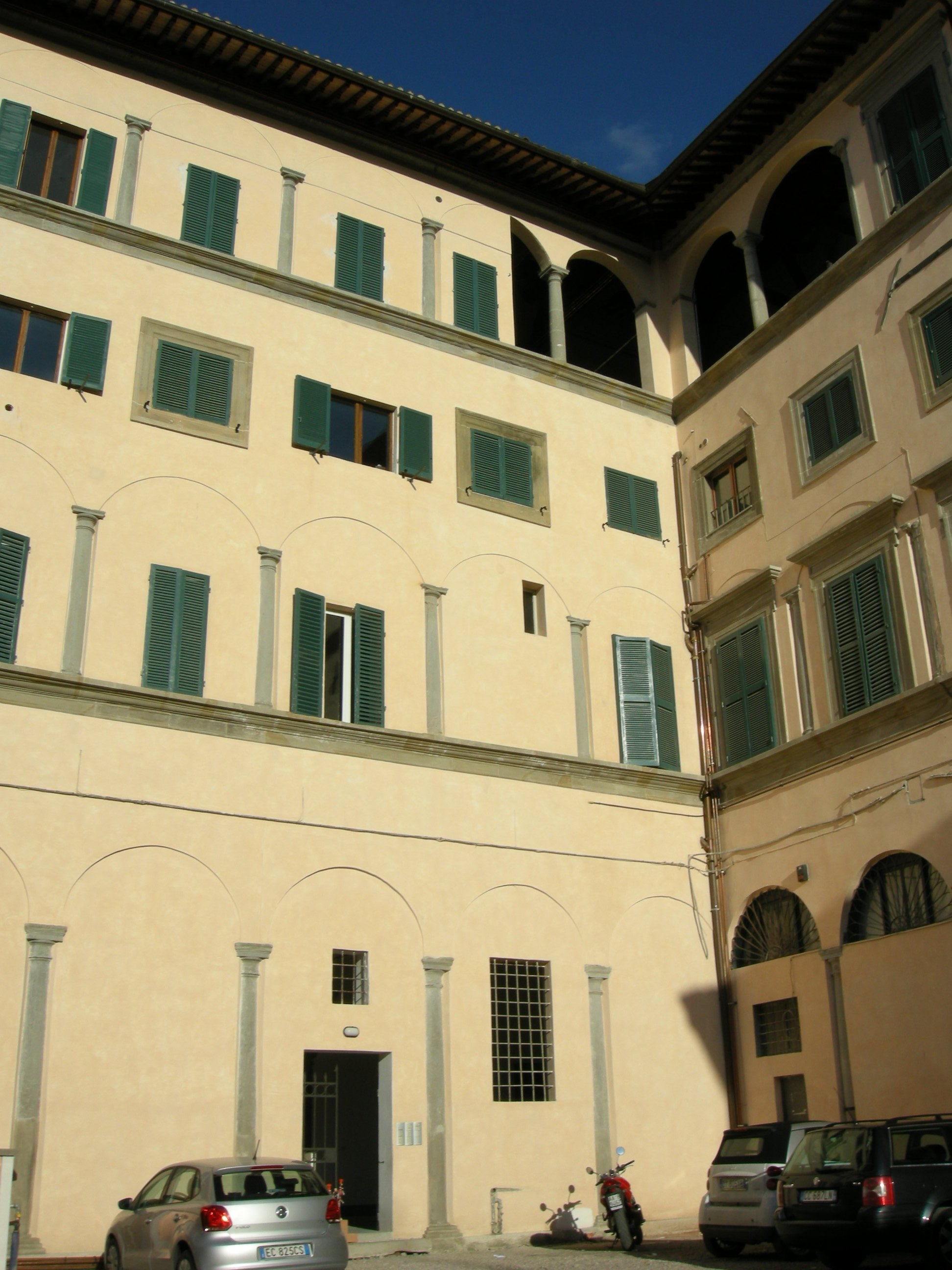
Die Marcapiano-Gesimse zwischen den einzelnen Stockwerken

## Geschichte
Der Palazzo Vitelli in Piazza ist der älteste der vier Paläste, den die Familie Vitelli in Città di Castello zwischen dem Ende des 15. und der zweiten Hälfte des 16. Jahrhunderts errichten ließ. Der Name „in Piazza“ rührt von seiner Lage her, da er die Piazza di Sopra oder Piazza Vitelli (heute Piazza Matteotti) in ihrer ganzen Länge dominiert. Er wurde im 15. Jahrhundert auf Wunsch von Vitellozzo, Camillo und Giovanni, Condottieri im Dienste des Papstes und des spanischen Königs, errichtet.
Nach dem Tod von Niccolò (1486) entsprach der Wohnsitz der Vitelli nicht mehr ihrem Ansehen. Seine Söhne kauften die angrenzenden Häuser der Familie Abocatelli und beantragten am 2. Oktober 1487 bei der Stadtverwaltung das Recht zwei öffentliche Gassen, die an ihr Haus angrenzten, zu schließen und den Palazzo zu errichten. Sobald sie die Genehmigung erhalten hatten, begannen sie mit dem Bau.
Der Bau der Fabbrica begann auf der gegenüberliegenden Seite des Platzes. Von diesem ersten Gebäude ist heute jedoch nur noch wenig erhalten: von außen zu sehen ist ein Steinsockel unter den kleinen Fenstern des Untergeschosses, ein Bossenwerk an den Ecken, ein großes Gesims im ersten Stock und einige rechteckige Fenster, auf deren Oberschwelle das Kalb, das Familienwappen eingemeißelt ist. Auch das Innere war streng und majestätisch, ein typisches Merkmal der Militärarchitektur: kräftige Kreuzgewölbe im Erdgeschoss mit massiven Säulen, auf denen das Obergeschoss ruht, das ein großes Atrium bildet, in dem Pferde und Soldaten untergebracht werden konnten. Über dem Atrium befand sich das bis zu Dach reichende Piano Nobile und das somit das Volumen von zwei Stockwerken einnahm. Der große Salon wurde später geteilt und heute ist nur noch der hohe Fries um die Decke erhalten.
Der Palast blieb bis zur Ankunft von Alessandro Vitelli unvollendet, der das von seinen Onkeln und seinem Vater begonnene Werk fortsetzte. Er schlug den Bau eines prächtigen Palastes im Stadtzentrum vor und am 12. Oktober 1544 bot er der Familie Otto an, ihnen zwei Ladengeschäfte abzukaufen, die sich im Besitz der Stadt befanden.
Alessandro Vitelli restaurierte den alten Palazzo und baute ihn von Grund auf um, so dass er zum bedeutendsten Gebäude der Stadt wurde und die Bauten der wichtigsten Familien der Stadt übertraf. Der Palast erdrückte durch seine Dominanz schließlich die nahe gelegenen Gebäude. Alessandro ließ daher alle Häuser, die dem Palast gegenüber lagen, von der Stadt kaufen und abreißen, wodurch der Palast eine maximale Aufwertung erfuhr.
Mit der Schaffung des Platzes, der im Volksmund Piazza di Sopra („Oberer Platz“) genannt wurde, verlagerte sich die politische und administrative Achse der mittelalterlichen Stadt, die mit der „Piazza del Comune“ gleichgesetzt wurde, von der Piazza di Sotto („Unterer Platz“) zur Piazza di Sopra.
Nach den Vitellis ging der Palast in den Besitz der Familie Spada über; später wurde er von den Marchese Bufalini gekauft, die ihn heute besitzen.
Viele Historiker sind der Meinung, dass der Platz bereits vor dem Palazzo Vitelli in Piazza existierte, obwohl er gerade deshalb geschaffen wurde, um dem Palast mehr Profil zu verleihen, der aufgrund seiner zentralen Lage das wichtigste politische Symbol darstellte. Um diesen Platz zu schaffen, wurde auch die Fassade des Palazzo del Podestà abgerissen, da seine monumentale Treppe fast bis zur Mitte des Platzes reichte.

## Beschreibung
Die Fassade des Palastes erstreckte sich über die gesamte Länge des Piazza Matteotti. Es ist nicht bekannt wer diesen Palast entworfen hat, man nimmt an, dass es Alessandro Vitelli selbst war, obwohl er eher auf Militärarchitektur spezialisiert war. Der Palazzo weist an den vier Ecken das typische „Bossenwerk“ auf, das für die lokalen Bauten jener Zeit charakteristisch ist. Die horizontalen Strukturen des Gebäudes werden durch Gesimse abgegrenzt. Das Hauptportal besitzt schöne Proportionen und ist ebenfalls mit einem Bossenwerk verziert, die Treppen sind breit und mit Steinmetzarbeiten und breiten Gesimsen verziert.
Der Innenhof wird von einem anderen Gebäude begrenzt, das als Palazzo Vitelli dell’Abbondanza bekannt ist. Dieses Gebäude war wohl der ursprüngliche Kern des gesamten Komplexes, der als Weizenlager genutzt wurde, daher die Bezeichnung „Abbondanza“, also Überfluss.
Heute ist es schwierig zu unterscheiden, was Alessandro auf dem ursprünglichen Gebäude errichtete, das abgerissen und umgebaut wurde. Das Untergeschoss und das Erdgeschoss werden von Geschäften genutzt, und in den meisten Stockwerken sind verschiedene Gewerbebetriebe untergebracht.